# Na Casa dos Profetas
Na Casa dos Profetas é o quinto álbum de estúdio do grupo brasileiro de música cristã Trazendo a Arca, lançado em novembro de 2012 pela gravadora CanZion Brasil. É nono contendo canções inéditas, considerando os trabalhos lançados por seus membros no Toque no Altar.
O disco foi produzido em torno da comemoração dos 10 anos da banda, que coincidiram com a saída do tecladista Ronald Fonseca durante o processo de produção do álbum. Apesar de não ter sua participação na produção, o músico ainda assinou os arranjos e foi compositor da maioria das faixas, ao lado do vocalista Luiz Arcanjo. Na Casa dos Profetas foi apontado como um projeto essencialmente pop rock, com maior participação do guitarrista Isaac Ramos e do baterista André Mattos. O cantor Marcos Brunet participou do álbum como intérprete da faixa "Minha Inspiração". O projeto gráfico foi elaborado pelo cantor e designer David Cerqueira.
Na Casa dos Profetas foi o primeiro álbum do Trazendo a Arca a receber críticas negativas da maior parte dos veículos musicais. Apesar do repertório ter sido elogiado, sua parte técnica – incluindo mixagem, masterização e prensagem de gravadora – foi fortemente criticada. Além de ser lançado em CD, o disco foi distribuído simultaneamente nas plataformas digitais. Em 2013, a banda chegou a gravar um documentário baseado nas canções do projeto, mas não chegou a ser lançado.

## Antecedentes e gravação

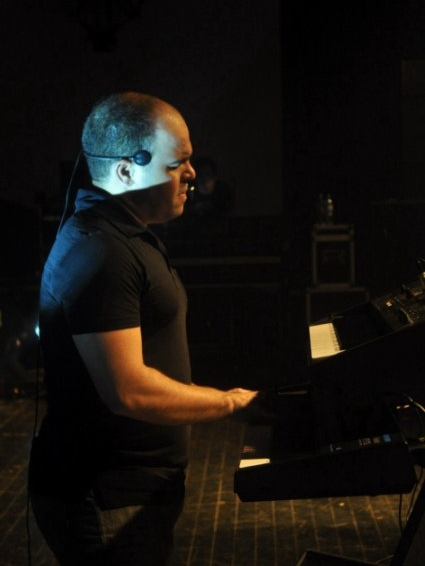
Ronald Fonseca escreveu os arranjos do álbum e algumas músicas, porém não participou das gravações.

Após o lançamento de Live in Orlando, um álbum ao vivo do Trazendo a Arca em dezembro de 2011, a banda passou a divulgar o novo trabalho, gravado nos Estados Unidos da América. O evento de lançamento havia sido realizado no Rio de Janeiro. Após um retorno dos Estados Unidos, o grupo passou a anunciar a realização de um show em comemoração dos seus dez anos de existência. O evento, intitulado "Há 10 anos... do Trazendo a Arca" foi realizado em Campo Grande, bairro do Rio de Janeiro tendo a participação dos cantores Fernanda Brum, Marcus Salles e Kleber Lucas.
As gravações de Na Casa dos Profetas se iniciaram ainda em 2012. O repertório, em sua maior parte, foi escrito por Luiz Arcanjo e Ronald Fonseca. Fonseca escreveu o arranjo de todas as canções do projeto, porém não participou da gravação do álbum pelo fato de ter saído da banda. Para conter o desfalque, o grupo recrutou Jamba, que já trabalhava com a banda desde o álbum Pra Tocar no Manto para tocar teclado no disco. Ainda, a função de Jamba se estendeu ao baixo, mixagem e masterização. A produção musical, anteriormente creditada a Ronald Fonseca, foi substituída pelo nome do grupo.
De músicos convidados, a banda também contou com a participação de Bene Maldonado, guitarrista da banda de rock Fruto Sagrado, responsável pela captação de áudio das guitarras de Isaac Ramos e que já tinha trabalhado em outras ocasiões com o grupo, como nos álbuns Toque no Altar (2004) e Olha pra Mim (2006). Quiel Nascimento, assim como no álbum Entre a Fé e a Razão (2010), escreveu arranjos de cordas, executado por uma equipe contendo vários músicos.
Em agosto daquele ano, a gravadora CanZion anunciou a contratação do Trazendo a Arca em seu cast, após mais de dois anos deste estando na Graça Music. A partir daí foi anunciada o lançamento da coletânea 10 Anos e um novo trabalho para ser distribuído na Expocristã em setembro de 2012, ainda com um título não definido. Em 28 de agosto de 2012, o grupo publicou oficialmente em seu site o título do trabalho, Na Casa dos Profetas. No texto, a banda anunciava a participação especial do cantor Marcos Brunet em "Minha Inspiração", uma versão em português de uma faixa já gravada anteriormente pelo músico em espanhol.
Semanas anteriores ao lançamento do álbum, foi divulgada pelo portal Missão Gospel uma entrevista com o músico Deco Rodrigues, baixista e compositor do Trazendo a Arca. Dentre as respostas, Deco Rodrigues trouxe informações referentes ao álbum e sua expectativa. Rodrigues chegou a dizer que Na Casa dos Profetas foi um dos seus registros favoritos como músico.
Chega nas lojas no dia 25/11 e esse álbum irá surpreender a todos! Está com uma tocada e arranjos diferentes e composições ousadas; após 10 anos, já estava na hora de dar uma repaginada.— Deco Rodrigues comentando a data de lançamento da obra e sua expectativa em relação ao disco.
No início de novembro, dias antes do lançamento de Na Casa dos Profetas, foi confirmado pelo Trazendo a Arca a saída do músico Ronald Fonseca, que por um tempo já não estava mais nos shows e eventos com a participação do grupo. Os motivos não foram esclarecidos. Em seu lugar, nas apresentações, a banda começou a trabalhar com o tecladista Hívier Garcez.

## Projeto gráfico
Apesar de não ser um álbum conceitual, o projeto gráfico da obra não usou nenhuma imagem dos integrantes da banda, mas imagens que remetessem ao tema proposto no projeto. Para a produção da identidade visual, a banda deu três opções de títulos ao registro: Graça, Celebrai e Na Casa dos Profetas. O tema rendeu cinco encartes, e o Trazendo a Arca escolheu o último, baseado em Na Casa dos Profetas. Os demais foram descartados. Tempos depois, David Cerqueira divulgou, na página oficial da Agência Excellence, as outras opções feitas para a visualização do público.
A capa foi desenvolvida em digipack contendo três faces e um livreto em anexo, que conta a história do tema a qual o trabalho se refere, citado no livro de I Samuel no décimo nono capítulo. Neste capítulo, o rei Saul buscava matar Davi, e após o encontrar na casa de Samuel, localizada na cidadela dos profetas em Ramá pensou em matá-lo, porém foi tomado pelo Espírito Santo e profetizou junto aos soldados. Apesar disso, o álbum foi lançado em acrílico.

## Lançamento e divulgação
Na Casa dos Profetas tinha um lançamento previsto para a ExpoCristã em 25 de setembro de 2012, mas sua distribuição atrasou. Por isso, no dia seguinte, o grupo divulgou em seu canal no YouTube, simultaneamente, duas canções – "Na Casa dos Profetas" e "Graça". O álbum, por sua vez, foi liberado em duas datas: a versão física foi disponibilizada em 25 de novembro, enquanto a digital saiu três dias depois, em 28 de novembro. No início de dezembro, uma hashtag com o nome do álbum esteve entre os assuntos mais comentados na rede social Twitter.
Nas primeiras semanas do mês de novembro, a Canzion Brasil, juntamente com a banda, lançou um concurso cultural utilizando com base na canção "Na Casa dos Profetas". No concurso, o participante deveria gravar um vídeo utilizando a canção usando sua criatividade e submetê-lo no YouTube. O vídeo que recebess a maior quantidade de acessos seria o vencedor, fazendo com que seu autor recebesse mil reais e um iPhone 4s como prêmio. A promoção foi lançada no dia 12 de novembro e durou até o dia 20 de novembro.
Em 2013, a banda anunciou uma gravação de um documentário com a direção de Hugo Pessoa. O disco seria baseado em uma caravana da banda para locais como a cidade de Dubai e os países de Israel e Jordânia. O repertório incluiria as canções de Na Casa dos Profetas e faixas de outros álbuns, como "Não Ficarão" (do álbum Restituição) e "Correndo pros Teus Braços" (do álbum Olha pra Mim). Apesar de ter sido gravado, o DVD nunca foi lançado. Em 2015, em entrevista ao Super Gospel, Luiz Arcanjo acrescentou que o documentário foi gravado em outros países como o Reino Unido, Cuba e Brasil e disse que "estamos pensando em lançar esse material exclusivamente na internet".

## Recepção e legado
| Críticas profissionais | Críticas profissionais |
| Avaliações da crítica  | Avaliações da crítica  |
| Fonte                  | Avaliação              |
| ---------------------- | ---------------------- |
| Super Gospel           | [ 14 ]                 |
| O Propagador (2012)    | 8/10                   |
| Casa Gospel            | 3.5/10                 |
| Missão Gospel          | 8.5/10                 |
| O Propagador (2015)    | [ 24 ]                 |

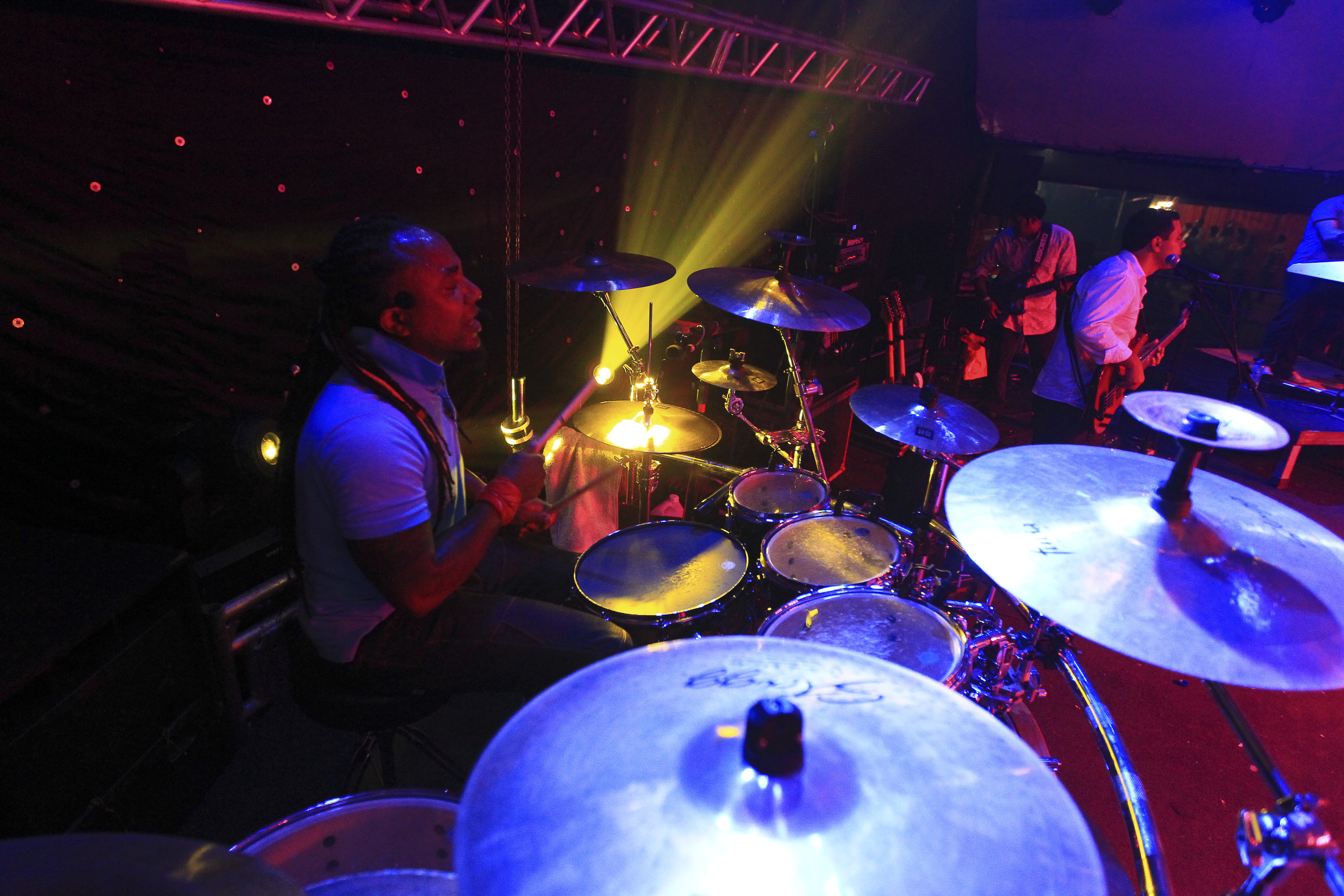
O desempenho de André Mattos foi o aspecto mais elogiado no álbum.

As primeiras críticas de Na Casa dos Profetas, na ocasião de lançamento do álbum, foram positivas. Em texto publicado pelo Missão Gospel, o disco chegou a ser classificado "um dos melhores álbuns de música cristã brasileira do ano de 2012". De forma parecida se posicionou Danilo Andrade, editor do O Propagador, disse que "apesar de a maioria dos cantores e ministérios afirmar que seus novos discos marcam uma nova fase em suas carreiras, o que acaba virando um chavão, no caso de Na Casa dos Profetas isto é real. O álbum representa a transição do TAA mais congregacional para um TAA mais pautado ainda no pop rock, apresentando essas duas vertentes". As resenhas destacaram a maior participação de André Mattos que nos projetos anteriores, como forma de preencher a ausência de Ronald Fonseca. O projeto gráfico foi elogiado, embora erros de prensagem da gravadora foram pontuados.
No entanto, as críticas negativas começaram a se sobressair conforme o tempo. Em março de 2013, o Super Gospel publicou uma revisão negativa em relação à parte técnica do álbum, afirmando que "a produção musical está muito abaixo do que se espera do Trazendo a Arca. A sonoridade do grupo, outrora carregada e preenchida pela variedade de instrumentos no arranjo, agora abriga um vazio perceptível". Alex Eduardo, do Casa Gospel, seguiu pela mesmo caminho em crítica publicada em setembro de 2013. O autor chegou a elogiar as letras de Luiz Arcanjo e o desempenho de André Mattos, mas disse que também disse que era "o projeto mais fraco já lançado [pelo Trazendo a Arca]".
Com base na análise de toda a discografia do Trazendo a Arca, Na Casa dos Profetas logrou pouco destaque pela crítica. No guia discográfico do grupo, em 2015, o O Propagador revisou sua nota e atribuiu uma cotação de 2 estrelas de 5 ao álbum. Elogios a André Mattos, especialmente pela canção "Kabod", foram mantidos, mas a produção musical foi classificada como "amadora". Em 2017, o Super Gospel publicou comentou a obra da banda. Sobre Na Casa dos Profetas, foi dito que "a sonoridade muito crua e a falta de um engenheiro de som experiente deixou o trabalho, com potencial no repertório, ao posto de obra mais renegada na discografia da banda. Se não fosse pelas falhas de produção, o álbum certamente seria encarado de forma mais positiva".
Em 2015, a banda retrocedeu o peso da musicalidade e decidiu fazer um disco mais congregacional, chamado Habito no Abrigo. Em entrevista ao portal Gospel no Divã, Luiz Arcanjo comentou a dinâmica musical da banda. "A gente sempre tocou um pouco de pop-rock, talvez o Na Casa dos Profetas teve uma quantidade de músicas que levassem mais para esse lado. [...] Mesmo com um som pop-rock ou mais ou menos pop-rock, a essência do nosso ministério que é de música congregacional, de igreja".
O Trazendo a Arca não regravou nenhuma canção de Na Casa dos Profetas em outras ocasiões. No entanto, o ex-vocalista Davi Sacer, que deixou o grupo em 2010, decidiu regravar "Quero Ser Como Tu" em 2015, no seu álbum Meu Abrigo. O projeto contou com a produção musical de Ronald Fonseca.

## Faixas
A seguir lista-se as faixas, compositores e durações de cada canção de Na Casa dos Profetas, segundo o encarte do disco. Todos os vocais por Luiz Arcanjo.
| N.º            | Título                              | Compositor(es)                                  | Duração |  |
| 1.             | "Celebrai"                          | Ronald Fonseca e Luiz Arcanjo                   | 4:14    |  |
| 2.             | "Na Casa dos Profetas"              | Luiz Arcanjo e Ronald Fonseca                   | 5:21    |  |
| 3.             | "Kabod"                             | Luiz Arcanjo                                    | 4:13    |  |
| 4.             | "Isaías 45"                         | Luiz Arcanjo                                    | 4:43    |  |
| 5.             | "Tu És Fiel"                        | Ronald Fonseca e Luiz Arcanjo                   | 5:49    |  |
| 6.             | "Fala Comigo"                       | Luiz Arcanjo e Ronald Fonseca                   | 4:44    |  |
| 7.             | "Graça"                             | Luiz Arcanjo                                    | 6:31    |  |
| 8.             | "Quero ser Como Tu"                 | Ronald Fonseca                                  | 4:23    |  |
| 9.             | "Minha Inspiração" (Mi Inspiración) | Marcos Brunet                                   | 5:14    |  |
| 10.            | "Canção pra Tua Glória"             | Ronald Fonseca e Luiz Arcanjo                   | 5:06    |  |
| 11.            | "A Bênção de José"                  | Luiz Arcanjo e Ronald Fonseca                   | 4:32    |  |
| 12.            | "Magnífico Deus"                    | Juan Carlos Alvarado, Luiz Arcanjo e Davi Sacer | 2:49    |  |
| 13.            | "Nós queremos Trazer a Tua Arca"    | Trazendo a Arca                                 | 4:14    |  |
| Duração total: | Duração total:                      | Duração total:                                  | 62:00   |  |

## Ficha técnica
Lista-se abaixo os profissionais envolvidos na produção de Na Casa dos Profetas, de acordo com o encarte do disco.
Banda
- Luiz Arcanjo – vocal
- André Mattos – bateria
- Deco Rodrigues – baixo
- Isaac Ramos – guitarra e violão

Músicos convidados
- Ronald Fonseca – arranjos
- Jamba – mixagem, masterização, teclado, captação de voz e baixo
- Bene Maldonado – captação de guitarra
- Samuel Júnior – captação de bateria
- Quiel Nascimento – arranjos de cordas
- Fael Magalhães – coral e vocal de apoio
- Cleyde Jane – coral e vocal de apoio
- Cíntia Oliver – coral
- Raquel Cristina – coral
- Vanda Santos – coral
- Tita Perr – coral
- Thiago Lucas – coral
- Ruben Oliferr – coral
- Adiel Ferr – coral
- Alice Avlis – coral e vocal de apoio
- Josely Ramos – vocal de apoio
- Rafael Brito – vocal de apoio
- Davi Graton – violino
- Igor Sarudian Sky – violino
- Camila Yasuda – violino
- Carolina Kliemann – violino
- Anderson Cardoso – violino
- Véronique Mathieu – violino
- Karina Petry – violino
- Marcela Sarudianascy – violino
- Daniel Fernandes – viola
- Alexandre Razera – viola
- Wilson Sampaio – violoncelo
- Júlio Cerezo Ortiz – violoncelo
- Sérgio Jachelli – técnico de estúdio e captação ao vivo

Projeto gráfico
- David Cerqueira – design

## Histórico de lançamento
Na Casa dos Profetas foi lançado nos formatos físicos e digitais dentre os dias 25 e 28 de novembro de 2012 no Brasil e vários países do mundo.
| País   | Data                   | Formato          | Gravadora      |
| ------ | ---------------------- | ---------------- | -------------- |
| Brasil | 25 de novembro de 2012 | CD               | CanZion Brasil |
| Brasil | 28 de novembro de 2012 | Download digital | Digital Music  |